# Enrico Prinoth
Enrico Prinoth es un deportista italiano que compitió en luge. Ganó una medalla de oro en el Campeonato Mundial de Luge de 1961, en la prueba doble.

## Palmarés internacional
| Campeonato Mundial | Campeonato Mundial | Campeonato Mundial | Campeonato Mundial |
| Año                | Lugar              | Medalla            | Prueba             |
| ------------------ | ------------------ | ------------------ | ------------------ |
| 1961               | Girenbad (Suiza)   | Medalla de oro     | Doble              |